# El viejo y la niña
Como dramaturgo, Leandro Fernández de Moratín escribió cinco comedias originales y algunas adaptaciones. Se considera que la obra titulada El tutor, perdida, podría ser un esbozo de El sí de las niñas. El viejo y la niña, escrita hacia 1786 pero no estrenada hasta 1790, plantea el problema de los casamientos desiguales en edad, que luego reaparecerá en El sí de las niñas. 
Está compuesta en verso (romance octosílabo). La comedia, que presenta una buena dosis de sentimentalismo, contiene una fuerte carga crítica contra las imposiciones matrimoniales que conducen casi necesariamente al fracaso vital. Destaca ya en esta pieza temprana el empleo del habla castiza y popular.

## Contexto histórico
La primera comedia escrita por don Leandro fue estrenada el 22 de mayo de 1790, pero su génesis y redacción se remontan a varios años antes, quizás a 1783. El propósito del autor (condenar una unión que no debía haberse efectuado, no solo por la desigualdad en la edad de los cónyuges, sino sobre todo por el interés y el engaño con que fue concertada) queda bien manifiesto desde el primer momento.

## Resumen
Isabel es una joven casada con el anciano don Roque (mucho mayor que ella) por imposiciones ajenas, sin amor y sin sentir ningún tipo de atracción hacia él señor don Roque. La muchacha amaba al joven don Juan, pero su tutor la engañó. Cuando reaparece don Juan, no puede corresponder a su amor porque se impone el deber conyugal, y fruto de ello resulta la insatisfacción de la protagonista: aceptar su deber supone una frustración para 
, la entrada de un elemento trágico en su vida. El final es melancólico: don Juan marcha a las Indias e Isabel ingresa en un convento.

## Personajes
- Doña Isabel Mujer de Don Roque
- Don Roque Viejo, casado con Doña Isabel
- Don Juan Amante de Doña Isabel
- Doña Beatriz Viuda, hermana de Don Roque
- Blasa Criada de Doña Isabel
- Muñoz Criado de Don Roque
- Ginés Criada de Don Juan

- Datos: Q42911325
- Multimedia: El viejo y la niña / Q42911325